# والری تساروکیان
والری تساروکیان ( روسی: Валерий Арменович Царукян؛ زادهٔ ۱۲ نوامبر ۲۰۰۱) بازیکن فوتبال در پست هافبک ارمنی‌تبار اهل روسیه است.

## باشگاهی
از باشگاه‌هایی که وی در آن بازی کرده است می‌توان به باشگاه فوتبال دینامو استاوروپول اشاره کرد.

## زندگی‌نامه
وی در ۱۲ نوامبر ۲۰۰۱ ‏در  Arkhangelskoye به دنیا آمد .